# Prêmio William Allan
O Prêmio William Allan (em inglês:  William Allan Award) é o prêmio de maior significação científica da American Society of Human Genetics (ASHG) concedido anualmente. O prêmio foi concedido a primeira vez em 1961, em memória de William Allan (1881–1943), pioneiro estadunidense da genética humana.
O prêmio consta de uma medalha e um honorário de US$ 10.000.

## Recipientes
- 1962 Newton E. Morton
- 1965 James Neel
- 1967 Vernon Ingram
- 1968 Harry Harris
- 1969 Jerome Lejeune
- 1970 Arno Motulsky
- 1973 Barton Childs
- 1974 Curt Stern
- 1975 Philip Levine, Alexander Solomon Wiener
- 1977 Victor A. McKusick
- 1978 Charles Scriver
- 1979 F. Clarke Fraser
- 1980 Walter Bodmer
- 1981 Patricia Jacobs
- 1982 Elizabeth Neufeld
- 1983 Francis Hugh Ruddle
- 1984 Yuet Wai Kan
- 1985 Joseph Goldstein, Michael Stuart Brown
- 1986 Mary Frances Lyon
- 1987 Luigi Luca Cavalli-Sforza
- 1988 Torbjörn Caspersson
- 1989 David Botstein, Raymond Leslie White
- 1990 Kary Mullis
- 1991 Janet Rowley, Alfred George Knudson
- 1992 Alec Jeffreys
- 1993 Antonio Cao, Michael Kaback
- 1994 Doug Wallace
- 1995 Kurt Hirschhorn
- 1996 Robert Elston
- 1997 Philip Leder
- 1998 Bert Vogelstein
- 1999 Stephen Warren
- 2001 Charles J. Epstein
- 2002 Albert de la Chapelle
- 2003 David Weatherall
- 2004 Louis Kunkel
- 2005 Francis Collins
- 2006 Dorothy Warburton
- 2007 Arthur Beaudet
- 2008 Haig Kazazian
- 2009 Huntington F. Willard
- 2010 Jurg Ott
- 2011 John Marius Opitz
- 2012 Uta Francke
- 2013 Aravinda Chakravarti
- 2014 Stuart H. Orkin[1]
- 2015 Kay Davies
- 2016 James Francis Gusella
- 2017 Kári Stefánsson
- 2018 Eric Lander
- 2019 Stylianos Antonarakis
- 2020 Mary-Claire King
- 2021 C. Thomas Caskey[2]